# 말루 트레베호
말루 트레베호(Malu Trevejo, 2002년 10월 15일 ~ )는 쿠바, 스페인의 SNS 유명인, 댄서, 가수이다. 현재는 미국 마이애미에 거주하며 활동하고 있다.

## 음반 목록
- Una vez más (2019)